# Arrhyton ainictum
Arrhyton ainictum är en ormart som beskrevs av Schwartz och Garrido 1981. Arrhyton ainictum ingår i släktet Arrhyton och familjen snokar. Inga underarter finns listade i Catalogue of Life.
Arten förekommer i Kuba. Honor lägger ägg.